# ریشه‌شناسی نام تبریز

## وجه تسمیه
00
به‌گفتهٔ ولادیمیر مینورسکی، ایرانشناس، یاقوت حموی در «معجم‌البلدان» گزارش می‌دهد که نام شهر در زمان دیدار یاقوت از تبریز در زبان محلی «تِبریز» تلفظ می‌شده‌است. مینورسکی معتقد است که تلفظ تِبریز باید به‌گویش ایرانی آذری قدیم تعلق داشته باشد. این گویش به گویش‌های موسوم به‌گویش‌های ایرانی جنوب دریای خزر وابسته‌است. یا به‌احتمال بیشتر، تلفظ تِبریز معرب شده نام شهر در باب فِعلیل (در عربی) است. همچنین شیوهٔ نگارش نام این شهر در (زبان) ارمنی و تجزیه و تحلیل صیغهٔ ارمنی، نمایانگر وابستگی واژهٔ تَوریژ به‌زبان پهلوی شمالی می‌باشد. مینورسکی در پایان چنین نتیجه می‌گیرد که این مسئله نشان می‌دهد که ریشهٔ نام شهر به زمان‌های بسیار دور، اوایل سلسلهٔ ساسانی یا شاید قبل از اشکانیان برمی‌گردد. بنابر گفتهٔ مصطفی مؤمنی در دانشنامهٔ اسلامی، اهالی بومی آذربایجان، تبریز را توری (چشمه یا رود گرم) می‌خوانده‌اند. تا اوایل سده چهاردهم میلادی خورشیدی نیز، روستاییان اطراف تبریز، این شهر را توری می‌نامیده‌اند. حتی درحال حاضر، مردمان قنبرآباد در اطراف تبریز، به‌این شهر توری می‌گویند. «در نوشته‌های کهن (برای نمونه ابوالفداء) نام این شهر به‌شکل «تُوریز» آمده‌است و هنوز هم در زبان‌های کردی و تاتی «توریز» و «تُوْری» به‌کار می‌رود. لرد کرزن نیز تبریز را کلمه‌ای آریایی مستخرج از تب به‌معنای «گرم و نیم گرم» و رز و ریز و رش از مصدر «ریختن» می‌داند و آن را به‌سبب وجود چشمه‌های آب‌گرم مجاورش «گرماریز» معنی کرده‌است. ویلهلم آیلرس -زبان‌شناس آلمانی- یافتن ریشهٔ دقیق واژهٔ تبریز را دشوار دانسته و احتمال داده‌است که تبریز از دو بخش تب و رِز، به‌معنای «رود آب گرم» تشکیل شده‌باشد. تپ یا تف به‌معنای «گرم» (مثلاً در تفتان) و ریز به‌معنای «جریان‌داشتن چشمه و جوی» است؛ مانند «کاریز» و «نیریز». در تقویم البلدان (تألیف در ۷۲۱ هجری) در دوجا آن را «توریز» آورده‌است و در تالی کتاب وفیات الاعیان، تألیف ابن صقاعی نیز «توریز» آمده است. در نسبت بدین نام، «توریزی» می‌نوشته‌اند؛ چنان‌که ابن بطوطه از شخصی منسوب به‌توریز نام برده‌است: «موکل بنا امیر جلال‌الدین بن الفلکی التوریزی است». پاوستوس بوزاند در سده پنجم میلادی، تبریز را «تَوْرِژ» و «تَوْرِش»، استپانوس تارونتسی معروف به «آسولیک یا آسوغیک» در سده یازدهم میلادی، نام این شهر را «تَوْرِژ» نوشته‌است و واردان آرولتسی در سدهٔ سیزدهم میلادی آن را «تَوْرِژ» و «دَوْرِژ» ذکر کرده‌است. گویا دورژ اخیر از لهجهٔ عامیانهٔ ارمنی مشتق شده‌است و اصل کلمه، «دَ-ای- وْرِژ» به‌معنای «این برای انتقام است» بوده‌است.
بر طبق پاره‌ای منابع، این شهر در سال ۲۴۶ میلادی «شهستان» نامیده می‌شده‌است و توسط تیرداد دوم ارمنستان، حکمران اشکانی‌تبار منطقه، به «تَوْرِژ» تغییرنام داده‌است. هرچند ولادیمیر مینورسکی در دانشنامهٔ اسلام این نظریه را رد کرده و بیان می‌کند این داستان که شاه اشکانی‌تبار ارمنستان به‌خاطر انتقام کشته‌شدن اردوان (آخرین پادشاه اشکانی) به دست اردشیر بابکان (بنیان‌گذار سلسلهٔ ساسانی) تبریز را اشغال کرده و این شهر را پایتخت ارمنستان قرار داده، تنها براساس نوشته‌های واردان آرولتسی -تاریخ‌نگار ارمنی در سدهٔ سیزدهم میلادی- در منابع قدیمی به چنین چیزی اشاره نشده و این روایت ریشه‌ای عامیانه دارد.
در دانشنامهٔ اسلامی، در پایان نتیجه‌گیری می‌شود که با توجه به‌منابع ارمنی که نام شهر را در سده پنجم (بلکه چهارم) میلادی، «تورژ» دانسته‌اند و این‌که به‌فارسی هم تورز تلفظ کرده‌اند و با توجه به‌معنای متداول فارسی «تب‌ریز» و «تب‌پنهان‌کن» و به‌قول اولیای چلبی «سِتْمه دوکوجو» (ستمه: تب، دوکوجو: ریزنده) است و احتمالاً نام تبریز، «پنهان‌کنندهٔ تف و گرما» و با «جنبش‌های آتشفشانی کوه سهند مرتبط بوده‌است.
دانشنامه بریتانیکا نیز نظری مشابه دارد و تبریز را در اصل «تپ + ریز» می‌داند، چیزی که باعث روان شدن گرما می‌شود که احتمالاً به‌خاطر چشمه‌های آب‌گرم اطراف آن است.
در مورد نام شهر توجیه مصطلح ولی عامیانه دیگری دربارهٔ وجه تسمیهٔ تبریز می‌نویسد: «بنای تبریز از زبیده (زن هارون‌الرشید) است. وی به‌بیماری تب نوبه مبتلا شده‌بود؛ چند روزی در آن حوالی اقامت کرده، در اثر هوای لطیف و دل‌انگیز آن‌جا بیماری وی زایل شده، فرموده شهری در آن‌محل بنا کنند و نام آن را تب‌ریز بگذارند». هر چند احمد کسروی در کتاب آذری یا زبان باستان آذربایجان توجیه اخیر را عامیانه و نادرست می‌داند.
کاربر ناشناس
به‌گفتهٔ ولادیمیر مینورسکی، ایرانشناس، یاقوت حموی در «معجم‌البلدان» گزارش می‌دهد که نام شهر در زمان دیدار یاقوت از تبریز در زبان محلی «تِبریز» تلفظ می‌شده‌است. مینورسکی معتقد است که تلفظ تِبریز باید به‌گویش ایرانی آذری قدیم تعلق داشته باشد. این گویش به گویش‌های موسوم به‌گویش‌های ایرانی جنوب دریای خزر وابسته‌است. یا به‌احتمال بیشتر، تلفظ تِبریز معرب شده نام شهر در باب فِعلیل (در عربی) است. همچنین شیوهٔ نگارش نام این شهر در (زبان) ارمنی و تجزیه و تحلیل صیغهٔ ارمنی، نمایانگر وابستگی واژهٔ تَوریژ به‌زبان پهلوی شمالی می‌باشد. مینورسکی در پایان چنین نتیجه می‌گیرد که این مسئله نشان می‌دهد که ریشهٔ نام شهر به زمان‌های بسیار دور، اوایل سلسلهٔ ساسانی یا شاید قبل از اشکانیان برمی‌گردد. بنابر گفتهٔ مصطفی مؤمنی در دانشنامهٔ اسلامی، اهالی بومی آذربایجان، تبریز را توری (چشمه یا رود گرم) می‌خوانده‌اند. تا اوایل سده چهاردهم میلادی خورشیدی نیز، روستاییان اطراف تبریز، این شهر را توری می‌نامیده‌اند. حتی درحال حاضر، مردمان قنبرآباد در اطراف تبریز، به‌این شهر توری می‌گویند. «در نوشته‌های کهن (برای نمونه ابوالفداء) نام این شهر به‌شکل «تُوریز» آمده‌است و هنوز هم در زبان‌های کردی و تاتی «توریز» و «تُوْری» به‌کار می‌رود. لرد کرزن نیز تبریز را کلمه‌ای آریایی مستخرج از تب به‌معنای «گرم و نیم گرم» و رز و ریز و رش از مصدر «ریختن» می‌داند و آن را به‌سبب وجود چشمه‌های آب‌گرم مجاورش «گرماریز» معنی کرده‌است. ویلهلم آیلرس -زبان‌شناس آلمانی- یافتن ریشهٔ دقیق واژهٔ تبریز را دشوار دانسته و احتمال داده‌است که تبریز از دو بخش تب و رِز، به‌معنای «رود آب گرم» تشکیل شده‌باشد. تپ یا تف به‌معنای «گرم» (مثلاً در تفتان) و ریز به‌معنای «جریان‌داشتن چشمه و جوی» است؛ مانند «کاریز» و «نیریز». در تقویم البلدان (تألیف در ۷۲۱ هجری) در دوجا آن را «توریز» آورده‌است و در تالی کتاب وفیات الاعیان، تألیف ابن صقاعی نیز «توریز» آمده است. در نسبت بدین نام، «توریزی» می‌نوشته‌اند؛ چنان‌که ابن بطوطه از شخصی منسوب به‌توریز نام برده‌است: «موکل بنا امیر جلال‌الدین بن الفلکی التوریزی است». پاوستوس بوزاند در سده پنجم میلادی، تبریز را «تَوْرِژ» و «تَوْرِش»، استپانوس تارونتسی معروف به «آسولیک یا آسوغیک» در سده یازدهم میلادی، نام این شهر را «تَوْرِژ» نوشته‌است و واردان آرولتسی در سدهٔ سیزدهم میلادی آن را «تَوْرِژ» و «دَوْرِژ» ذکر کرده‌است. گویا دورژ اخیر از لهجهٔ عامیانهٔ ارمنی مشتق شده‌است و اصل کلمه، «دَ-ای- وْرِژ» به‌معنای «این برای انتقام است» بوده‌است.
بر طبق پاره‌ای منابع، این شهر در سال ۲۴۶ میلادی «شهستان» نامیده می‌شده‌است و توسط تیرداد دوم ارمنستان، حکمران اشکانی‌تبار منطقه، به «تَوْرِژ» تغییرنام داده‌است. هرچند ولادیمیر مینورسکی در دانشنامهٔ اسلام این نظریه را رد کرده و بیان می‌کند این داستان که شاه اشکانی‌تبار ارمنستان به‌خاطر انتقام کشته‌شدن اردوان (آخرین پادشاه اشکانی) به دست اردشیر بابکان (بنیان‌گذار سلسلهٔ ساسانی) تبریز را اشغال کرده و این شهر را پایتخت ارمنستان قرار داده، تنها براساس نوشته‌های واردان آرولتسی -تاریخ‌نگار ارمنی در سدهٔ سیزدهم میلادی- در منابع قدیمی به چنین چیزی اشاره نشده و این روایت ریشه‌ای عامیانه دارد.
در دانشنامهٔ اسلامی، در پایان نتیجه‌گیری می‌شود که با توجه به‌منابع ارمنی که نام شهر را در سده پنجم (بلکه چهارم) میلادی، «تورژ» دانسته‌اند و این‌که به‌فارسی هم تورز تلفظ کرده‌اند و با توجه به‌معنای متداول فارسی «تب‌ریز» و «تب‌پنهان‌کن» و به‌قول اولیای چلبی «سِتْمه دوکوجو» (ستمه: تب، دوکوجو: ریزنده) است و احتمالاً نام تبریز، «پنهان‌کنندهٔ تف و گرما» و با «جنبش‌های آتشفشانی کوه سهند مرتبط بوده‌است.
دانشنامه بریتانیکا نیز نظری مشابه دارد و تبریز را در اصل «تپ + ریز» می‌داند، چیزی که باعث روان شدن گرما می‌شود که احتمالاً به‌خاطر چشمه‌های آب‌گرم اطراف آن است.
در مورد نام شهر توجیه مصطلح ولی عامیانه دیگری دربارهٔ وجه تسمیهٔ تبریز می‌نویسد: «بنای تبریز از زبیده (زن هارون‌الرشید) است. وی به‌بیماری تب نوبه مبتلا شده‌بود؛ چند روزی در آن حوالی اقامت کرده، در اثر هوای لطیف و دل‌انگیز آن‌جا بیماری وی زایل شده، فرموده شهری در آن‌محل بنا کنند و نام آن را تب‌ریز بگذارند». هر چند احمد کسروی در کتاب آذری یا زبان باستان آذربایجان توجیه اخیر را عامیانه و نادرست می‌داند.

## فهرست نام‌های تبریز در منابع مختلف
نام شهری که امروز تبریز تلفظ می‌شود، در قرون گذشته و حال و همچنین در زبان اقوام مختلف و در سفرنامه‌های جهان‌گردان و نیز در کتاب‌های تاریخی به شکل‌های گوناگونی مطرح شده‌اند که نشان از تلفظ و نگارش‌های مختلف این نام می‌دهد. در جدول زیر، فهرستی از نام‌های مختلف تبریز در منابع گوناگون آورده شده‌است:
| ردیف | فارسی     | لاتین         | توضیح | منبع          |
| ---- | --------- | ------------- | --- | ------------- |
| ۱    | تِبریز     | Tebriz        | تلفظ تبریز به کسر تاء یکی از خصایص لهجه منسوب به خزرها است.                                                                              | [ ۱۶ ] [ ۱۷ ] |
| ۲    | تربیز     | Tarbiz        | شکل مقلوب تبریز، بر وفق ترکی آذری در زبان خود مردم تبریز                                                                                 | [ ۱۸ ]        |
| ۳    | تورِژ      | Torej         | نگارش فاوست بیزانسی در سده چهارم و آسولیک در سده یازدهم میلادی و واردان در سده چهارم میلادی                                              | [ ۱۸ ]        |
| ۴    | توریژ     | Toreej        | سفرنامه مارکوپولو در سده سیزده میلادی | [ ۱۹ ]        |
| ۵    | توریش     | Toreì         | شکل دیگری از نگارش فاوست | [ ۱۸ ]        |
| ۶    | دَرورژ     |               | نگارش واردان در سده چهاردهم میلادی، گویا تسمیه اخیر از لهجه عامیانه ارمنی مشتق شده و اصل کلمه «دی-ای-ورژ» به معنای «این برای انتقام است» | [ ۲۰ ]        |
| ۷    | تَورَز      | Tavraz        | و آن در زبان فارسی متداول به معنای «تب‌ریز»، تب پنهان‌کن                                                                                   | [ ۱۸ ]        |
| ۸    | تاروئی    |               | تلفظ و کتابت آشوری در زمان مادها به نقر به روی کتیبه‌های شاروخین دوم (سارگن دوم) پادشاه آشور ۷۳۲–۷۰۵ ق.م.                                 | [ ۲۱ ]        |
| ۹    | تارِمِکس    | Taremex       | تلفظ و کتابت آشوری در زمان مادها به نقر به روی کتیبه‌های شاروخین دوم (سارگن دوم) پادشاه آشور ۷۳۲–۷۰۵ ق.م.                                 | [ ۲۱ ]        |
| ۱۰   | تااُوری    | Taori         | نگارش دیگر تاروئی | [ ۲۱ ]        |
| ۱۱   | توری      | Tori          | تلفظ مردم بومی آذربایجان و گویش بیشتر روستاییان پیرامون تبریز تا هفتاد–هشتاد سال پیش                                                     | [ ۲۱ ]        |
| ۱۲   | توریس     | Tauris        | صورت بازمانده در زبان فرانسه در سده‌های ۸ و ۹                                                                                             | [ ۲۲ ]        |
| ۱۳   | توریز     | Tavriz، Toriz | نگارش تبریز در آثار پس از اسلام ازجمله تقویم‌البدان و سفرنامه ابن‌بطوطه                                                                    | [ ۲۳ ]        |
| ۱۴   | تاوریز    | Tavriz        | سفرنامه اولئاریوس | [ ۲۴ ]        |
| ۱۵   | تیوریس    | Tivriss       | نگارش اولیاء چلبی از زبان مغولی | [ ۲۵ ]        |
| ۱۶   | تیوریز    | Tivriz        | نگارش اولیاء چلبی از زبان دری | [ ۲۳ ]        |
| ۱۷   | تاب‌ریز    | Tâbriz        | نگارش اولیاء چلبی از زبان دهقانان | [ ۲۳ ]        |
| ۱۸   | گابریز    | Gâbriz        | سفرنامه گروته | [ ۲۶ ]        |
| ۱۹   | تاورژ     | Tâvreg        | در منابع ارمنی | [ ۲۷ ]        |
| ۲۰   | داورژ     | Dâvreg        | در منابع ارمنی | [ ۲۷ ]        |
| ۲۱   | تربیص     | Tarbiss       | در کتیبه سنا خریب پادشاه آشور (۷۰۵–۶۸۱ ق. م)                                                                                             | [ ۲۸ ]        |
| ۲۲   | تاوروس    | Tâvrouss      | در کتیبه پروفسور علیف | [ ۲۹ ]        |
| ۲۳   | طب‌ریز     | Tabriz        | نگارش دیگر شاردن در داستان شفا یافتن زبیده به دست طبیب مادی (از قوم ماد)                                                                 | [ ۳۰ ]        |
| ۲۴   | گابریس    | Gâbris        | نگارش طاهرزاده بهزاد | [ ۳۱ ]        |
| ۲۵   | تبرمئیس   | Tabarmaiss    | در کتاب «تبریز قدیم از کهن‌ترین ایام تاکنون»                                                                                              | [ ۳۲ ]        |
| ۲۶   | تایپیس    | Taypiss       | در کتاب «تبریز قدیم از کهن‌ترین ایام تاکنون»                                                                                              | [ ۳۳ ]        |
| ۲۷   | تارماکیزا | Tarmakiza     | | [ ۳۴ ]        |
| ۲۸   | دبریز     | Dabriz        | | [ ۳۵ ]        |
| ۲۹   | تبریس     | Tabriss       | اوژن فلاندن | [ ۳۶ ]        |
| ۳۰   | تبریز     | Tabriz        | نگارش کلیمه در کتاب‌های پس از اسلام تاکنون ازجمله فتوح البدان، تاریخ یعقوبی، تاریخ طبری، البدان، ابن اثیر، حدودالعالم، صورةالارض          | [ ۳۷ ]        |

علاوه بر تلفظ‌های جدول فوق، در بعضی از منابع نام‌های دیگری به این نقطه از خاک آذربایجان گذاشته شده‌است که بعضی از آن‌ها عبارتند از:
| ردیف | نام        | توضیح                                                    | منبع   |
| ---- | ---------- | -------------------------------------------------------- | ------ |
| ۱    | غراقه      |                                                          | [ ۳۸ ] |
| ۲    | شاهاستن    |                                                          | [ ۳۹ ] |
| ۳    | اکباتان    | از نظر توماس هربرت، بولای لوگوز و برخی دیگر از نویسندگان | [ ۴۰ ] |
| ۴    | آذرآبادگان | نام شهر تبریز هم هست                                     | [ ۴۱ ] |
| ۵    | آذرباد     | نام شهر تبریز                                            | [ ۴۲ ] |

### فارسی
- کسروی، احمد (۱۳۲۲)، آذری یا زبان باستان آذربایجان، تهران
- مؤمنی، مصطفی، «تبریز»، دانشنامهٔ جهان اسلام (جلد ششم)، بنیاد دائرةالمعارف اسلامی
- پیشینۀ ایرانشناسی در ارمنستان،نویسنده: آناهید یحیی،فصلنامه فرهنگی پیمان - شماره ۵۲ - سال چهاردهم - تابستان ۱۳۸۹

1. 1 2   Tabrīz, Encyclopaedia of Islam
2. 1 2  مقالهٔ تبریز در دانشنامهٔ اسلامی
3. ↑  Graham Wilson (1896), p.323
4. ↑  Backhouse Eastwick (1864), p. 327
5. ↑  Tabrīz, Encyclopædia Britannica
6. ↑  «آشنایی با تبریز؛ پیشینهٔ تبریز». وب‌گاه دانشگاه تبریز. بایگانی‌شده از اصلی در ۸ مه ۲۰۱۲. دریافت‌شده در ۱۳ نوامبر ۲۰۰۸.
7. ↑  احمد کسروی(۱۳۲۲)، ص. ۹
8. 1 2   Tabrīz, Encyclopaedia of Islam
9. 1 2  مقالهٔ تبریز در دانشنامهٔ اسلامی
10. ↑  Graham Wilson (1896), p.323
11. ↑  Backhouse Eastwick (1864), p. 327
12. ↑  Tabrīz, Encyclopædia Britannica
13. ↑  «آشنایی با تبریز؛ پیشینهٔ تبریز». وب‌گاه دانشگاه تبریز. بایگانی‌شده از اصلی در ۸ مه ۲۰۱۲. دریافت‌شده در ۱۳ نوامبر ۲۰۰۸.
14. ↑  احمد کسروی(۱۳۲۲)، ص. ۹
15. ↑  مجید رضازاده عموزین‌الدین. تاریخ تبریز.
16. ↑  یاقوت. معجم‌البدان. صص. ج ۱ ص ۸۲۲.
17. ↑  مینورسکی. تاریخ تبریز. صص. ۶.
18. 1 2 3 4  مینورسکی. تاریخ تبریز. صص. ۷.
19. ↑  میراحمدی، ایران، در سفرنامه مارکوپولو، ۱۱۰.
20. ↑  مینورسکی. تاریخ تبریز. صص. ۸۷.
21. 1 2 3 4  توکلی مقدم (۱۳۷۵). صص. ج ۱، ص ۲۴۷. پارامتر |عنوان= یا |title= ناموجود یا خالی (کمک)
22. ↑  توکلی مقدم، همان
23. 1 2 3  همان
24. ↑  ۱۳۶۳ ش، ص ۸۶
25. ↑  نخجوانی، دانشکده ادبیات تبریز، ۱۳۸۸، صص ۲۷۲، ۲۷۳
26. ↑  ۱۳۶۹، ص۲۹۶
27. 1 2  دکتر مشکور، تاریخ تبریز، ۱۳۵۲، ص ۳۸۹
28. ↑  دکتر مشکور، تاریخ تبریز، ۱۳۵۲، ص ۳۹۱
29. ↑  مجله یول، شماره ۱۷، سال ۱۳۷۰، ص ۲۱
30. ↑  شاردن، ج ۲، ۱۳۳۵، ص ۴۱۴
31. ↑  ۱۳۶۳، ص ۱، از زبان بوتولومه
32. ↑  ناصر خانلو، ۱۳۶۴، ص ۲۰
33. ↑  همان، ص ۲۰
34. ↑  آذربایجان در سیر تاریخ ایران، رئیس نیا، ۱۳۷۰، ج ۲، ص ۱۰۲۴
35. ↑  رئیس‌نیا، همان، ص ۱۰۲۴
36. ↑  ۲۵۳۶ (۱۳۵۶)، صص ۸۰–۸۱
37. ↑  توکلی ۱۳۷۵، ج ۱، ص ۲۴۷
38. ↑  قاموس اعلام، استانبول، ۱۸۸۹، ج ۱، ص ۲۸
39. ↑  شاردن، ۱۳۳۵، ج ۲، ص ۴۲۱
40. ↑  بهرامی ۱۳۵۶، صص ۵۴–۵۳
41. ↑  خلف تبریزی، ۱۳۶۱، ج ۱، ص ۲۴
42. ↑  برهان قاطع، خلف تبریزی، همان، ص ۲۳

### انگلیسی
- «Tabrīz»، Encyclopædia Britannica، ۲۰۰۸
- Backhouse Eastwick, Edward (۱۸۶۴)، Journal of a Diplomate's، Smith, Elder and Co.
- Graham Wilson, Samuel (۱۸۹۶)، «Three Years' Residence in Persia»، Persian Life and Customs، Oliphant, Anderson and Ferrier
- Minorsky, V. , -[C.E. Bosworth]; Blair, Sheila S.، «Tabrīz»، Encyclopaedia of Islam (ویراست ۲nd Edition)، Brill Academic Publishers، شابک ۹۰-۰۴-۱۳۹۷۴-۵